# スモレンスカヤ駅 (アルバーツコ＝ポクローフスカヤ線)
座標: 北緯55度44分51秒 東経37度34分56秒 / 北緯55.7474度 東経37.5823度
スモレンスカヤ駅（スモレンスカヤえき、ロシア語: Смоленская）は、モスクワ地下鉄3号線の駅。4号線にもスモレンスカヤ駅は存在するが、当駅との接続駅には指定されていない。

## 歴史
1953年4月5日に開業した。